# Evoluzione del collegio cardinalizio durante il pontificato di Francesco
Di seguito è riportata l'evoluzione del collegio cardinalizio durante il pontificato di Francesco (13 marzo 2013 – 21 aprile 2025) e la successiva sede vacante (21 aprile 2025 – 8 maggio 2025).

## Evoluzione in sintesi
Dopo l'elezione del cardinale Jorge Mario Bergoglio al soglio pontificio, il collegio cardinalizio era costituito da 206 cardinali di cui 115 elettori.
Francesco ha creato 163 cardinali, di cui 133 elettori (al momento della nomina), in 10 concistori.
Durante il suo pontificato 101 cardinali hanno superato l'80º anno di età perdendo quindi il diritto di voto in conclave, 116 sono deceduti, di cui 10 elettori, e 3 si sono dimessi, di cui 2 elettori.
| Data                                | Avvenimento                                               | Elettori | Non elettori | Totale |
| ----------------------------------- | --------------------------------------------------------- | -------- | ------------ | ------ |
| 13 marzo 2013                       | Elezione del cardinale Jorge Mario Bergoglio (Francesco)  | 115      | 91           | 206    |
| dal 18 marzo 2013 al 19 aprile 2025 | Cardinali creati                                          | +133     | +30          | +163   |
| dal 18 marzo 2013 al 19 aprile 2025 | Cardinali divenuti ottuagenari                            | -101     | +101         | 0      |
| dal 18 marzo 2013 al 19 aprile 2025 | Cardinali deceduti                                        | -10      | -106         | -116   |
| dal 18 marzo 2013 al 19 aprile 2025 | Cardinali dimessi                                         | -2       | +2 -1        | -1     |
| dal 18 marzo 2013 al 19 aprile 2025 | Cardinali viventi                                         | 135      | 117          | 252    |
| 21 aprile 2025                      | Morte di papa Francesco                                   | 135      | 117          | 252    |
| 8 maggio 2025                       | Elezione del cardinale Francis Robert Prevost (Leone XIV) | 134      | 117          | 251    |

## Composizione per paese d'origine
| Paese                   | 2013     | 2013         | 2013   | 2025     | 2025         | 2025   |
| ----------------------- | -------- | ------------ | ------ | -------- | ------------ | ------ |
|                         | Elettori | Non elettori | Totale | Elettori | Non elettori | Totale |
| Albania                 | 0        | 0            | 0      | 0        | 1            | 1      |
| Austria                 | 1        | 0            | 1      | 0        | 1            | 1      |
| Belgio                  | 1        | 0            | 1      | 2        | 0            | 2      |
| Bosnia ed Erzegovina    | 1        | 0            | 1      | 1        | 0            | 1      |
| Croazia                 | 1        | 0            | 1      | 1        | 0            | 1      |
| Francia                 | 4        | 4            | 8      | 6        | 3            | 9      |
| Germania                | 6        | 3            | 9      | 3        | 3            | 6      |
| Irlanda                 | 1        | 1            | 2      | 0        | 1            | 1      |
| Italia                  | 28       | 21           | 49     | 19       | 34           | 53     |
| Lettonia                | 0        | 1            | 1      | 0        | 1            | 1      |
| Lituania                | 1        | 0            | 1      | 1        | 2            | 3      |
| Lussemburgo             | 0        | 0            | 0      | 1        | 0            | 1      |
| Malta                   | 0        | 1            | 1      | 1        | 0            | 1      |
| Paesi Bassi             | 1        | 1            | 2      | 1        | 0            | 1      |
| Polonia                 | 4        | 3            | 7      | 4        | 1            | 5      |
| Portogallo              | 2        | 1            | 3      | 4        | 2            | 6      |
| Regno Unito             | 1        | 1            | 2      | 3        | 1            | 4      |
| Rep. Ceca               | 1        | 1            | 2      | 0        | 1            | 1      |
| Romania                 | 0        | 1            | 1      | 0        | 1            | 1      |
| Serbia                  | 0        | 0            | 0      | 1        | 0            | 1      |
| Slovacchia              | 0        | 1            | 1      | 0        | 0            | 0      |
| Slovenia                | 1        | 0            | 1      | 0        | 1            | 1      |
| Spagna                  | 5        | 5            | 10     | 6        | 8            | 14     |
| Svezia                  | 0        | 0            | 0      | 1        | 0            | 1      |
| Svizzera                | 1        | 3            | 4      | 2        | 0            | 2      |
| Ucraina                 | 0        | 2            | 2      | 1        | 0            | 1      |
| Ungheria                | 1        | 1            | 2      | 1        | 0            | 1      |
| Totale Europa           | 61       | 52           | 113    | 59       | 61           | 120    |
| Canada                  | 3        | 0            | 3      | 4        | 1            | 5      |
| Messico                 | 3        | 1            | 4      | 2        | 4            | 6      |
| Stati Uniti             | 11       | 8            | 19     | 10       | 7            | 17     |
| Totale America del Nord | 17       | 9            | 26     | 16       | 12           | 28     |
| Cuba                    | 1        | 0            | 1      | 1        | 0            | 1      |
| El Salvador             | 0        | 0            | 0      | 0        | 1            | 1      |
| Guatemala               | 0        | 0            | 0      | 1        | 0            | 1      |
| Haiti                   | 0        | 0            | 0      | 1        | 0            | 1      |
| Honduras                | 1        | 0            | 1      | 0        | 1            | 1      |
| Nicaragua               | 0        | 1            | 1      | 1        | 0            | 1      |
| Panama                  | 0        | 0            | 0      | 0        | 1            | 1      |
| Rep. Dominicana         | 1        | 0            | 1      | 0        | 1            | 1      |
| Totale America Centrale | 3        | 1            | 4      | 4        | 4            | 8      |
| Argentina               | 1        | 2            | 3      | 4        | 4            | 8      |
| Bolivia                 | 1        | 0            | 1      | 0        | 1            | 1      |
| Brasile                 | 5        | 4            | 9      | 7        | 1            | 8      |
| Cile                    | 1        | 1            | 2      | 1        | 3            | 4      |
| Colombia                | 1        | 2            | 3      | 1        | 2            | 3      |
| Ecuador                 | 1        | 0            | 1      | 1        | 0            | 1      |
| Paraguay                | 0        | 0            | 0      | 1        | 0            | 1      |
| Perù                    | 1        | 0            | 1      | 1        | 2            | 3      |
| Uruguay                 | 0        | 0            | 0      | 1        | 0            | 1      |
| Venezuela               | 1        | 0            | 1      | 0        | 2            | 2      |
| Totale America del Sud  | 12       | 9            | 21     | 17       | 15           | 32     |
| Bangladesh              | 0        | 0            | 0      | 0        | 1            | 1      |
| Birmania                | 0        | 0            | 0      | 1        | 0            | 1      |
| Cina                    | 1        | 1            | 2      | 1        | 2            | 3      |
| Corea del Sud           | 0        | 1            | 1      | 1        | 1            | 2      |
| Filippine               | 1        | 2            | 3      | 3        | 2            | 5      |
| Giappone                | 0        | 0            | 0      | 2        | 0            | 2      |
| India                   | 5        | 2            | 7      | 4        | 2            | 6      |
| Indonesia               | 1        | 0            | 1      | 1        | 1            | 2      |
| Iraq                    | 0        | 1            | 1      | 1        | 0            | 1      |
| Laos                    | 0        | 0            | 0      | 0        | 1            | 1      |
| Libano                  | 1        | 1            | 2      | 0        | 1            | 1      |
| Malaysia                | 0        | 0            | 0      | 1        | 0            | 1      |
| Pakistan                | 0        | 0            | 0      | 1        | 0            | 1      |
| Singapore               | 0        | 0            | 0      | 1        | 0            | 1      |
| Sri Lanka               | 1        | 0            | 1      | 1        | 0            | 1      |
| Thailandia              | 0        | 1            | 1      | 1        | 1            | 2      |
| Timor Est               | 0        | 0            | 0      | 1        | 0            | 1      |
| Vietnam                 | 1        | 0            | 1      | 0        | 2            | 2      |
| Totale Asia             | 11       | 9            | 20     | 20       | 14           | 34     |
| Angola                  | 0        | 1            | 1      | 0        | 0            | 0      |
| Burkina Faso            | 0        | 0            | 0      | 1        | 0            | 1      |
| Camerun                 | 0        | 1            | 1      | 0        | 0            | 0      |
| Capo Verde              | 0        | 0            | 0      | 1        | 0            | 1      |
| Costa d'Avorio          | 0        | 1            | 1      | 2        | 0            | 2      |
| Egitto                  | 1        | 0            | 1      | 0        | 0            | 0      |
| Etiopia                 | 0        | 0            | 0      | 1        | 0            | 1      |
| Ghana                   | 1        | 0            | 1      | 1        | 0            | 1      |
| Guinea                  | 1        | 0            | 1      | 1        | 0            | 1      |
| Kenya                   | 1        | 0            | 1      | 1        | 0            | 1      |
| Madagascar              | 0        | 0            | 0      | 1        | 0            | 1      |
| Mali                    | 0        | 0            | 0      | 0        | 1            | 1      |
| Mauritius               | 0        | 0            | 0      | 0        | 1            | 1      |
| Mozambico               | 0        | 1            | 1      | 0        | 1            | 1      |
| Nigeria                 | 2        | 1            | 3      | 1        | 3            | 4      |
| Rep. Centrafricana      | 0        | 0            | 0      | 1        | 0            | 1      |
| RD del Congo            | 1        | 0            | 1      | 1        | 0            | 1      |
| Ruanda                  | 0        | 0            | 0      | 1        | 0            | 1      |
| Senegal                 | 1        | 0            | 1      | 0        | 1            | 1      |
| Sudafrica               | 1        | 0            | 1      | 1        | 1            | 2      |
| Sudan                   | 1        | 0            | 1      | 0        | 1            | 1      |
| Tanzania                | 1        | 0            | 1      | 1        | 1            | 2      |
| Sudan del Sud           | 0        | 0            | 0      | 1        | 0            | 1      |
| Uganda                  | 0        | 1            | 1      | 0        | 1            | 1      |
| Zambia                  | 0        | 1            | 1      | 0        | 0            | 0      |
| Totale Africa           | 11       | 7            | 18     | 16       | 11           | 27     |
| Australia               | 1        | 2            | 3      | 0        | 0            | 0      |
| Nuova Zelanda           | 0        | 1            | 1      | 1        | 0            | 1      |
| Papua Nuova Guinea      | 0        | 0            | 0      | 1        | 0            | 1      |
| Tonga                   | 0        | 0            | 0      | 1        | 0            | 1      |
| Totale Oceania          | 1        | 3            | 4      | 3        | 0            | 3      |
| Totale                  | 116      | 90           | 206    | 135      | 117          | 252    |

## Composizione per concistoro
| Concistoro                  | 2013     | 2013         | 2013   | 2025     | 2025         | 2025   |
| --------------------------- | -------- | ------------ | ------ | -------- | ------------ | ------ |
|                             | Elettori | Non elettori | Totale | Elettori | Non elettori | Totale |
| Marzo 1973                  | 0        | 1            | 1      | 0        | 0            | 0      |
| Maggio 1976                 | 0        | 1            | 1      | 0        | 0            | 0      |
| Creati da Paolo VI          | 0        | 2            | 2      | 0        | 0            | 0      |
| Giugno 1979                 | 0        | 3            | 3      | 0        | 0            | 0      |
| Febbraio 1983               | 2        | 3            | 5      | 0        | 1            | 1      |
| Maggio 1985                 | 0        | 12           | 12     | 0        | 3            | 3      |
| Giugno 1988                 | 0        | 10           | 10     | 0        | 0            | 0      |
| Giugno 1991                 | 2        | 6            | 8      | 0        | 3            | 3      |
| Novembre 1994               | 5        | 9            | 14     | 1        | 4            | 5      |
| Febbraio 1998               | 6        | 8            | 14     | 0        | 7            | 7      |
| Febbraio 2001               | 15       | 14           | 29     | 0        | 9            | 9      |
| Ottobre 2003                | 18       | 8            | 26     | 4        | 9            | 13     |
| Creati da Giovanni Paolo II | 48       | 73           | 121    | 5        | 36           | 41     |
| Marzo 2006                  | 9        | 5            | 14     | 1        | 7            | 8      |
| Novembre 2007               | 16       | 3            | 19     | 5        | 11           | 16     |
| Novembre 2010               | 18       | 5            | 23     | 6        | 7            | 13     |
| Febbraio 2012               | 18       | 3            | 21     | 7        | 12           | 19     |
| Novembre 2012               | 6        | 0            | 6      | 3        | 3            | 6      |
| Creati da Benedetto XVI     | 67       | 16           | 83     | 22       | 40           | 62     |
| Febbraio 2014               |          |              |        | 10       | 6            | 16     |
| Febbraio 2015               |          |              |        | 10       | 7            | 17     |
| Novembre 2016               |          |              |        | 10       | 4            | 14     |
| Giugno 2017                 |          |              |        | 2        | 3            | 5      |
| Giugno 2018                 |          |              |        | 8        | 5            | 13     |
| Ottobre 2019                |          |              |        | 9        | 2            | 11     |
| Novembre 2020               |          |              |        | 7        | 5            | 12     |
| Agosto 2022                 |          |              |        | 14       | 5            | 19     |
| Settembre 2023              |          |              |        | 18       | 3            | 21     |
| Dicembre 2024               |          |              |        | 20       | 1            | 21     |
| Creati da Francesco         |          |              |        | 108      | 41           | 149    |
| Totale                      | 115      | 91           | 206    | 135      | 117          | 252    |

## Elenco degli avvenimenti
| Data              | Avvenimento                                                                   | Paese              | Elettori | Non elettori | Totale |
| ----------------- | ----------------------------------------------------------------------------- | ------------------ | -------- | ------------ | ------ |
| 13 marzo 2013     | Elezione papale del cardinale Jorge Mario Bergoglio con il nome di Francesco  | Città del Vaticano | 115      | 91           | 206    |
| 18 marzo 2013     | 80º genetliaco del cardinale Severino Poletto                                 | Italia             | 114      | 92           | 206    |
| 28 marzo 2013     | 80º genetliaco del cardinale Juan Sandoval Íñiguez                            | Messico            | 113      | 93           | 206    |
| 10 aprile 2013    | Morte del cardinale Lorenzo Antonetti                                         | Italia             | 113      | 92           | 205    |
| 4 giugno 2013     | 80º genetliaco del cardinale Godfried Danneels                                | Belgio             | 112      | 93           | 205    |
| 5 giugno 2013     | Morte del cardinale Stanisław Kazimierz Nagy                                  | Polonia            | 112      | 92           | 204    |
| 19 luglio 2013    | Morte del cardinale Simon Ignatius Pimenta                                    | India              | 112      | 91           | 203    |
| 28 luglio 2013    | Morte del cardinale Ersilio Tonini                                            | Italia             | 112      | 90           | 202    |
| 29 agosto 2013    | Morte del cardinale Medardo Joseph Mazombwe                                   | Zambia             | 112      | 89           | 201    |
| 5 settembre 2013  | 80º genetliaco del cardinale Francisco Javier Errázuriz Ossa                  | Cile               | 111      | 90           | 201    |
| 24 settembre 2013 | 80º genetliaco del cardinale Raffaele Farina                                  | Italia             | 110      | 91           | 201    |
| 19 ottobre 2013   | 80º genetliaco del cardinale Geraldo Majella Agnelo                           | Brasile            | 109      | 92           | 201    |
| 11 novembre 2013  | Morte del cardinale Domenico Bartolucci                                       | Italia             | 109      | 91           | 200    |
| 17 dicembre 2013  | Morte del cardinale Ricardo María Carles Gordó                                | Spagna             | 109      | 90           | 199    |
| 25 dicembre 2013  | 80º genetliaco del cardinale Joachim Meisner                                  | Germania           | 108      | 91           | 199    |
| 1º gennaio 2014   | 80º genetliaco del cardinale Raúl Eduardo Vela Chiriboga                      | Ecuador            | 107      | 92           | 199    |
| 30 gennaio 2014   | 80º genetliaco del cardinale Giovanni Battista Re                             | Italia             | 106      | 93           | 199    |
| 22 febbraio 2014  | Concistoro per la creazione di 19 cardinali di cui 16 elettori:               | Città del Vaticano | 122      | 96           | 218    |
| 22 febbraio 2014  | Pietro Parolin                                                                | Italia             | 122      | 96           | 218    |
| 22 febbraio 2014  | Lorenzo Baldisseri                                                            | Italia             | 122      | 96           | 218    |
| 22 febbraio 2014  | Gerhard Ludwig Müller                                                         | Germania           | 122      | 96           | 218    |
| 22 febbraio 2014  | Beniamino Stella                                                              | Italia             | 122      | 96           | 218    |
| 22 febbraio 2014  | Vincent Nichols                                                               | Regno Unito        | 122      | 96           | 218    |
| 22 febbraio 2014  | Leopoldo José Brenes Solórzano                                                | Nicaragua          | 122      | 96           | 218    |
| 22 febbraio 2014  | Gérald Cyprien Lacroix                                                        | Canada             | 122      | 96           | 218    |
| 22 febbraio 2014  | Jean-Pierre Kutwa                                                             | Costa d'Avorio     | 122      | 96           | 218    |
| 22 febbraio 2014  | Orani João Tempesta                                                           | Brasile            | 122      | 96           | 218    |
| 22 febbraio 2014  | Gualtiero Bassetti                                                            | Italia             | 122      | 96           | 218    |
| 22 febbraio 2014  | Mario Aurelio Poli                                                            | Argentina          | 122      | 96           | 218    |
| 22 febbraio 2014  | Andrew Yeom Soo-jung                                                          | Corea del Sud      | 122      | 96           | 218    |
| 22 febbraio 2014  | Ricardo Ezzati Andrello                                                       | Cile               | 122      | 96           | 218    |
| 22 febbraio 2014  | Philippe Nakellentuba Ouédraogo                                               | Burkina Faso       | 122      | 96           | 218    |
| 22 febbraio 2014  | Orlando Beltran Quevedo                                                       | Filippine          | 122      | 96           | 218    |
| 22 febbraio 2014  | Chibly Langlois                                                               | Haiti              | 122      | 96           | 218    |
| 22 febbraio 2014  | e 3 non elettori:                                                             | Città del Vaticano | 122      | 96           | 218    |
| 22 febbraio 2014  | Loris Francesco Capovilla                                                     | Italia             | 122      | 96           | 218    |
| 22 febbraio 2014  | Fernando Sebastián Aguilar                                                    | Spagna             | 122      | 96           | 218    |
| 22 febbraio 2014  | Kelvin Edward Felix                                                           | Dominica           | 122      | 96           | 218    |
| 5 marzo 2014      | 80º genetliaco del cardinale Jean-Baptiste Phạm Minh Mẫn                      | Vietnam            | 121      | 97           | 218    |
| 12 marzo 2014     | Morte del cardinale José Policarpo                                            | Portogallo         | 120      | 97           | 217    |
| 14 marzo 2014     | 80º genetliaco del cardinale Dionigi Tettamanzi                               | Italia             | 119      | 98           | 217    |
| 8 aprile 2014     | Morte del cardinale Emmanuel III Delly                                        | Iraq               | 119      | 97           | 216    |
| 12 maggio 2014    | Morte del cardinale Marco Cé                                                  | Italia             | 119      | 96           | 215    |
| 28 maggio 2014    | 80º genetliaco del cardinale Francesco Monterisi                              | Italia             | 118      | 97           | 215    |
| 2 giugno 2014     | Morte del cardinale Duraisamy Simon Lourdusamy                                | India              | 118      | 96           | 214    |
| 9 giugno 2014     | Morte del cardinale Bernard Agré                                              | Costa d'Avorio     | 118      | 95           | 213    |
| 27 luglio 2014    | Morte del cardinale Francesco Marchisano                                      | Italia             | 118      | 94           | 212    |
| 3 agosto 2014     | Morte del cardinale Edward Bede Clancy                                        | Australia          | 118      | 93           | 211    |
| 8 agosto 2014     | 80º genetliaco del cardinale Cláudio Hummes                                   | Brasile            | 117      | 94           | 211    |
| 20 agosto 2014    | Morte del cardinale Edmund Casimir Szoka                                      | Stati Uniti        | 117      | 93           | 210    |
| 23 agosto 2014    | 80º genetliaco del cardinale Carlos Amigo Vallejo                             | Spagna             | 116      | 94           | 210    |
| 1º settembre 2014 | 80º genetliaco del cardinale Paolo Sardi                                      | Italia             | 115      | 95           | 210    |
| 5 settembre 2014  | 80º genetliaco del cardinale Paul Josef Cordes                                | Germania           | 114      | 96           | 210    |
| 23 settembre 2014 | 80º genetliaco del cardinale Franc Rodé                                       | Slovenia           | 113      | 97           | 210    |
| 22 novembre 2014  | Morte del cardinale Fiorenzo Angelini                                         | Italia             | 113      | 96           | 209    |
| 2 dicembre 2014   | 80º genetliaco del cardinale Tarcisio Bertone                                 | Italia             | 112      | 97           | 209    |
| 9 dicembre 2014   | Morte del cardinale Jorge María Mejía                                         | Argentina          | 112      | 96           | 208    |
| 20 dicembre 2014  | 80º genetliaco del cardinale Julius Riyadi Darmaatmadja                       | Indonesia          | 111      | 97           | 208    |
| 3 gennaio 2015    | 80º genetliaco del cardinale Giovanni Lajolo                                  | Italia             | 110      | 98           | 208    |
| 10 febbraio 2015  | Morte del cardinale Karl Becker                                               | Germania           | 110      | 97           | 207    |
| 14 febbraio 2015  | Concistoro per la creazione di 20 cardinali di cui 15 elettori:               | Città del Vaticano | 125      | 102          | 227    |
| 14 febbraio 2015  | Dominique Mamberti                                                            | Francia            | 125      | 102          | 227    |
| 14 febbraio 2015  | Manuel José Macário do Nascimento Clemente                                    | Portogallo         | 125      | 102          | 227    |
| 14 febbraio 2015  | Berhaneyesus Souraphiel                                                       | Etiopia            | 125      | 102          | 227    |
| 14 febbraio 2015  | John Atcherley Dew                                                            | Nuova Zelanda      | 125      | 102          | 227    |
| 14 febbraio 2015  | Edoardo Menichelli                                                            | Italia             | 125      | 102          | 227    |
| 14 febbraio 2015  | Pierre Nguyễn Văn Nhơn                                                        | Vietnam            | 125      | 102          | 227    |
| 14 febbraio 2015  | Alberto Suárez Inda                                                           | Messico            | 125      | 102          | 227    |
| 14 febbraio 2015  | Charles Bo                                                                    | Birmania           | 125      | 102          | 227    |
| 14 febbraio 2015  | Francis Xavier Kriengsak Kovithavanij                                         | Thailandia         | 125      | 102          | 227    |
| 14 febbraio 2015  | Francesco Montenegro                                                          | Italia             | 125      | 102          | 227    |
| 14 febbraio 2015  | Daniel Fernando Sturla Berhouet                                               | Uruguay            | 125      | 102          | 227    |
| 14 febbraio 2015  | Ricardo Blázquez Pérez                                                        | Spagna             | 125      | 102          | 227    |
| 14 febbraio 2015  | José Luis Lacunza Maestrojuán                                                 | Panama             | 125      | 102          | 227    |
| 14 febbraio 2015  | Arlindo Gomes Furtado                                                         | Capo Verde         | 125      | 102          | 227    |
| 14 febbraio 2015  | Soane Patita Paini Mafi                                                       | Tonga              | 125      | 102          | 227    |
| 14 febbraio 2015  | e 5 non elettori:                                                             | Città del Vaticano | 125      | 102          | 227    |
| 14 febbraio 2015  | José de Jesús Pimiento Rodríguez                                              | Colombia           | 125      | 102          | 227    |
| 14 febbraio 2015  | Luigi De Magistris                                                            | Italia             | 125      | 102          | 227    |
| 14 febbraio 2015  | Karl-Joseph Rauber                                                            | Germania           | 125      | 102          | 227    |
| 14 febbraio 2015  | Luis Héctor Villalba                                                          | Argentina          | 125      | 102          | 227    |
| 14 febbraio 2015  | Júlio Duarte Langa                                                            | Mozambico          | 125      | 102          | 227    |
| 5 marzo 2015      | Morte del cardinale Edward Michael Egan                                       | Stati Uniti        | 125      | 101          | 226    |
| 18 marzo 2015     | 80º genetliaco del cardinale Antonios Naguib                                  | Egitto             | 124      | 102          | 226    |
| 20 marzo 2015     | Dimissioni del cardinale Keith O'Brien                                        | Regno Unito        | 123      | 103          | 226    |
| 8 aprile 2015     | Morte del cardinale Jean-Claude Turcotte                                      | Canada             | 122      | 103          | 225    |
| 14 aprile 2015    | Morte del cardinale Roberto Tucci                                             | Italia             | 122      | 102          | 224    |
| 17 aprile 2015    | Morte del cardinale Francis Eugene George                                     | Stati Uniti        | 121      | 102          | 223    |
| 19 aprile 2015    | 80º genetliaco del cardinale Justin Francis Rigali                            | Stati Uniti        | 120      | 103          | 223    |
| 29 aprile 2015    | Morte del cardinale Giovanni Canestri                                         | Italia             | 120      | 102          | 222    |
| 11 luglio 2015    | Morte del cardinale Giacomo Biffi                                             | Italia             | 120      | 101          | 221    |
| 23 luglio 2015    | Morte del cardinale William Wakefield Baum                                    | Stati Uniti        | 120      | 100          | 220    |
| 17 agosto 2015    | Morte del cardinale László Paskai                                             | Ungheria           | 120      | 99           | 219    |
| 19 settembre 2015 | 80º genetliaco del cardinale Velasio De Paolis                                | Italia             | 119      | 100          | 219    |
| 21 settembre 2015 | 80º genetliaco del cardinale Santos Abril y Castelló                          | Spagna             | 118      | 101          | 219    |
| 24 ottobre 2015   | Morte del cardinale Ján Chryzostom Korec                                      | Slovacchia         | 118      | 100          | 218    |
| 9 dicembre 2015   | Morte del cardinale Carlo Furno                                               | Italia             | 118      | 99           | 217    |
| 9 dicembre 2015   | Morte del cardinale Julio Terrazas Sandoval                                   | Bolivia            | 117      | 99           | 216    |
| 27 febbraio 2016  | 80º genetliaco del cardinale Roger Michael Mahony                             | Stati Uniti        | 116      | 100          | 216    |
| 31 marzo 2016     | Morte del cardinale Georges Cottier                                           | Svizzera           | 116      | 99           | 215    |
| 14 aprile 2016    | 80º genetliaco del cardinale Ivan Dias                                        | India              | 115      | 100          | 215    |
| 16 maggio 2016    | 80º genetliaco del cardinale Karl Lehmann                                     | Germania           | 114      | 101          | 215    |
| 16 maggio 2016    | Morte del cardinale Giovanni Coppa                                            | Italia             | 114      | 100          | 214    |
| 26 maggio 2016    | Morte del cardinale Loris Francesco Capovilla                                 | Italia             | 114      | 99           | 213    |
| 15 giugno 2016    | 80º genetliaco del cardinale William Joseph Levada                            | Stati Uniti        | 113      | 100          | 213    |
| 16 giugno 2016    | 80º genetliaco del cardinale Anthony Olubunmi Okogie                          | Nigeria            | 112      | 101          | 213    |
| 9 luglio 2016     | Morte del cardinale Silvano Piovanelli                                        | Italia             | 112      | 100          | 212    |
| 2 agosto 2016     | Morte del cardinale Franciszek Macharski                                      | Polonia            | 112      | 99           | 211    |
| 20 agosto 2016    | 80º genetliaco del cardinale Antonio María Rouco Varela                       | Spagna             | 111      | 100          | 211    |
| 18 ottobre 2016   | 80º genetliaco del cardinale Jaime Lucas Ortega y Alamino                     | Cuba               | 110      | 101          | 211    |
| 31 ottobre 2016   | 80º genetliaco del cardinale Nicolás de Jesús López Rodríguez                 | Rep. Dominicana    | 109      | 102          | 211    |
| 18 novembre 2016  | 80º genetliaco del cardinale Ennio Antonelli                                  | Italia             | 108      | 103          | 211    |
| 19 novembre 2016  | Concistoro per la creazione di 17 cardinali di cui 13 elettori:               | Città del Vaticano | 121      | 107          | 228    |
| 19 novembre 2016  | Mario Zenari                                                                  | Italia             | 121      | 107          | 228    |
| 19 novembre 2016  | Dieudonné Nzapalainga                                                         | Rep. Centrafricana | 121      | 107          | 228    |
| 19 novembre 2016  | Carlos Osoro Sierra                                                           | Spagna             | 121      | 107          | 228    |
| 19 novembre 2016  | Sérgio da Rocha                                                               | Brasile            | 121      | 107          | 228    |
| 19 novembre 2016  | Blase Cupich                                                                  | Stati Uniti        | 121      | 107          | 228    |
| 19 novembre 2016  | Patrick D'Rozario                                                             | Bangladesh         | 121      | 107          | 228    |
| 19 novembre 2016  | Baltazar Enrique Porras Cardozo                                               | Venezuela          | 121      | 107          | 228    |
| 19 novembre 2016  | Jozef De Kesel                                                                | Belgio             | 121      | 107          | 228    |
| 19 novembre 2016  | Maurice Piat                                                                  | Mauritius          | 121      | 107          | 228    |
| 19 novembre 2016  | Kevin Joseph Farrell                                                          | Irlanda            | 121      | 107          | 228    |
| 19 novembre 2016  | Carlos Aguiar Retes                                                           | Messico            | 121      | 107          | 228    |
| 19 novembre 2016  | John Ribat                                                                    | Papua Nuova Guinea | 121      | 107          | 228    |
| 19 novembre 2016  | Joseph William Tobin                                                          | Stati Uniti        | 121      | 107          | 228    |
| 19 novembre 2016  | e 4 non elettori:                                                             | Città del Vaticano | 121      | 107          | 228    |
| 19 novembre 2016  | Anthony Soter Fernandez                                                       | Malaysia           | 121      | 107          | 228    |
| 19 novembre 2016  | Renato Corti                                                                  | Italia             | 121      | 107          | 228    |
| 19 novembre 2016  | Sebastian Koto Khoarai                                                        | Lesotho            | 121      | 107          | 228    |
| 19 novembre 2016  | Ernest Simoni                                                                 | Albania            | 121      | 107          | 228    |
| 28 novembre 2016  | 80º genetliaco del cardinale Théodore-Adrien Sarr                             | Senegal            | 120      | 108          | 228    |
| 14 dicembre 2016  | Morte del cardinale Paulo Evaristo Arns                                       | Brasile            | 120      | 107          | 227    |
| 13 gennaio 2017   | Morte del cardinale Gilberto Agustoni                                         | Svizzera           | 120      | 106          | 226    |
| 1º febbraio 2017  | 80º genetliaco del cardinale Audrys Juozas Bačkis                             | Lituania           | 119      | 107          | 226    |
| 15 febbraio 2017  | 80º genetliaco del cardinale Raymundo Damasceno Assis                         | Brasile            | 118      | 108          | 226    |
| 21 febbraio 2017  | Morte del cardinale Desmond Connell                                           | Irlanda            | 118      | 107          | 225    |
| 16 marzo 2017     | 80º genetliaco del cardinale Attilio Nicora                                   | Italia             | 117      | 108          | 225    |
| 18 marzo 2017     | Morte del cardinale Miloslav Vlk                                              | Rep. Ceca          | 117      | 107          | 224    |
| 23 marzo 2017     | Morte del cardinale William Henry Keeler                                      | Stati Uniti        | 117      | 106          | 223    |
| 22 aprile 2017    | Morte del cardinale Attilio Nicora                                            | Italia             | 117      | 105          | 222    |
| 29 aprile 2017    | 80º genetliaco del cardinale Lluís Martínez Sistach                           | Spagna             | 116      | 106          | 222    |
| 31 maggio 2017    | Morte del cardinale Ljubomyr Huzar                                            | Ucraina            | 116      | 105          | 221    |
| 19 giugno 2017    | Morte del cardinale Ivan Dias                                                 | India              | 116      | 104          | 220    |
| 28 giugno 2017    | Concistoro per la creazione di 5 cardinali elettori:                          | Città del Vaticano | 121      | 104          | 225    |
| 28 giugno 2017    | Jean Zerbo                                                                    | Mali               | 121      | 104          | 225    |
| 28 giugno 2017    | Juan José Omella                                                              | Spagna             | 121      | 104          | 225    |
| 28 giugno 2017    | Anders Arborelius                                                             | Svezia             | 121      | 104          | 225    |
| 28 giugno 2017    | Louis-Marie Ling Mangkhanekhoun                                               | Laos               | 121      | 104          | 225    |
| 28 giugno 2017    | Gregorio Rosa Chávez                                                          | El Salvador        | 121      | 104          | 225    |
| 5 luglio 2017     | Morte del cardinale Joachim Meisner                                           | Germania           | 121      | 103          | 224    |
| 5 agosto 2017     | Morte del cardinale Dionigi Tettamanzi                                        | Italia             | 121      | 102          | 223    |
| 1º settembre 2017 | Morte del cardinale Cormac Murphy-O'Connor                                    | Regno Unito        | 121      | 101          | 222    |
| 6 settembre 2017  | Morte del cardinale Carlo Caffarra                                            | Italia             | 120      | 101          | 221    |
| 9 settembre 2017  | Morte del cardinale Velasio De Paolis                                         | Italia             | 120      | 100          | 220    |
| 18 ottobre 2017   | Morte del cardinale Ricardo Jamin Vidal                                       | Filippine          | 120      | 99           | 219    |
| 12 novembre 2017  | Morte del cardinale Bernard Panafieu                                          | Francia            | 120      | 98           | 218    |
| 19 novembre 2017  | Morte del cardinale Andrea Cordero Lanza di Montezemolo                       | Italia             | 120      | 97           | 217    |
| 20 dicembre 2017  | Morte del cardinale Bernard Francis Law                                       | Stati Uniti        | 120      | 96           | 216    |
| 3 febbraio 2018   | 80º genetliaco del cardinale Antonio Maria Vegliò                             | Italia             | 119      | 97           | 216    |
| 20 febbraio 2018  | 80º genetliaco del cardinale Paolo Romeo                                      | Italia             | 118      | 98           | 216    |
| 6 marzo 2018      | 80º genetliaco del cardinale Francesco Coccopalmerio                          | Italia             | 117      | 99           | 216    |
| 11 marzo 2018     | Morte del cardinale Karl Lehmann                                              | Germania           | 117      | 98           | 215    |
| 19 marzo 2018     | Morte del cardinale Keith O'Brien                                             | Regno Unito        | 117      | 97           | 214    |
| 29 marzo 2018     | 80º genetliaco del cardinale Manuel Monteiro de Castro                        | Portogallo         | 116      | 98           | 214    |
| 1º aprile 2018    | 80º genetliaco del cardinale Pierre Nguyễn Văn Nhơn                           | Vietnam            | 115      | 99           | 214    |
| 18 maggio 2018    | Morte del cardinale Darío Castrillón Hoyos                                    | Colombia           | 115      | 98           | 213    |
| 3 giugno 2018     | Morte del cardinale Miguel Obando Y Bravo                                     | Nicaragua          | 115      | 97           | 212    |
| 8 giugno 2018     | 80º genetliaco del cardinale Angelo Amato                                     | Italia             | 114      | 98           | 212    |
| 28 giugno 2018    | Concistoro per la creazione di 14 cardinali di cui 11 elettori:               | Città del Vaticano | 125      | 101          | 226    |
| 28 giugno 2018    | Louis Raphaël I Sako                                                          | Iraq               | 125      | 101          | 226    |
| 28 giugno 2018    | Luis Francisco Ladaria Ferrer                                                 | Spagna             | 125      | 101          | 226    |
| 28 giugno 2018    | Angelo De Donatis                                                             | Italia             | 125      | 101          | 226    |
| 28 giugno 2018    | Giovanni Angelo Becciu                                                        | Italia             | 125      | 101          | 226    |
| 28 giugno 2018    | Konrad Krajewski                                                              | Polonia            | 125      | 101          | 226    |
| 28 giugno 2018    | Joseph Coutts                                                                 | Pakistan           | 125      | 101          | 226    |
| 28 giugno 2018    | António Augusto dos Santos Marto                                              | Portogallo         | 125      | 101          | 226    |
| 28 giugno 2018    | Pedro Ricardo Barreto Jimeno                                                  | Perù               | 125      | 101          | 226    |
| 28 giugno 2018    | Désiré Tsarahazana                                                            | Madagascar         | 125      | 101          | 226    |
| 28 giugno 2018    | Giuseppe Petrocchi                                                            | Italia             | 125      | 101          | 226    |
| 28 giugno 2018    | Thomas Aquino Manyo Maeda                                                     | Giappone           | 125      | 101          | 226    |
| 28 giugno 2018    | e 3 non elettori:                                                             | Città del Vaticano | 125      | 101          | 226    |
| 28 giugno 2018    | Sergio Obeso Rivera                                                           | Messico            | 125      | 101          | 226    |
| 28 giugno 2018    | Toribio Porco Ticona                                                          | Bolivia            | 125      | 101          | 226    |
| 28 giugno 2018    | Aquilino Bocos Merino                                                         | Spagna             | 125      | 101          | 226    |
| 5 luglio 2018     | Morte del cardinale Jean-Louis Tauran                                         | Francia            | 124      | 101          | 225    |
| 27 luglio 2018    | Dimissioni del cardinale Theodore Edgar McCarrick                             | Stati Uniti        | 124      | 100          | 224    |
| 24 gennaio 2019   | Morte del cardinale Fernando Sebastián Aguilar                                | Spagna             | 124      | 99           | 223    |
| 30 gennaio 2019   | 80º genetliaco del cardinale Alberto Suárez Inda                              | Messico            | 123      | 100          | 223    |
| 11 marzo 2019     | 80º genetliaco del cardinale Orlando Beltran Quevedo                          | Filippine          | 122      | 101          | 223    |
| 14 marzo 2019     | Morte del cardinale Godfried Danneels                                         | Belgio             | 122      | 100          | 222    |
| 8 aprile 2019     | 80º genetliaco del cardinale Edwin Frederick O'Brien                          | Stati Uniti        | 121      | 101          | 222    |
| 27 aprile 2019    | 80º genetliaco del cardinale Stanisław Dziwisz                                | Polonia            | 120      | 102          | 222    |
| 12 maggio 2019    | Morte del cardinale Nasrallah Pierre Sfeir                                    | Libano             | 120      | 101          | 221    |
| 5 giugno 2019     | Morte del cardinale Elio Sgreccia                                             | Italia             | 120      | 100          | 220    |
| 13 luglio 2019    | Morte del cardinale Paolo Sardi                                               | Italia             | 120      | 99           | 219    |
| 21 luglio 2019    | Morte del cardinale José Manuel Estepa Llaurens                               | Spagna             | 120      | 98           | 218    |
| 26 luglio 2019    | Morte del cardinale Jaime Lucas Ortega y Alamino                              | Cuba               | 120      | 97           | 217    |
| 31 luglio 2019    | 80º genetliaco del cardinale John Tong Hon                                    | Cina               | 119      | 98           | 217    |
| 11 agosto 2019    | Morte del cardinale Sergio Obeso Rivera                                       | Messico            | 119      | 97           | 216    |
| 16 agosto 2019    | 80º genetliaco del cardinale Seán Baptist Brady                               | Irlanda            | 118      | 98           | 216    |
| 29 agosto 2019    | Morte del cardinale Achille Silvestrini                                       | Italia             | 118      | 97           | 215    |
| 3 settembre 2019  | Morte del cardinale José de Jesús Pimiento Rodríguez                          | Colombia           | 118      | 96           | 214    |
| 4 settembre 2019  | Morte del cardinale Roger Etchegaray                                          | Francia            | 118      | 95           | 213    |
| 25 settembre 2019 | Morte del cardinale William Joseph Levada                                     | Stati Uniti        | 118      | 94           | 212    |
| 5 ottobre 2019    | Concistoro per la creazione di 13 cardinali di cui 10 elettori:               | Città del Vaticano | 128      | 97           | 225    |
| 5 ottobre 2019    | Miguel Ángel Ayuso Guixot                                                     | Spagna             | 128      | 97           | 225    |
| 5 ottobre 2019    | José Tolentino de Mendonça                                                    | Portogallo         | 128      | 97           | 225    |
| 5 ottobre 2019    | Ignatius Suharyo Hardjoatmodjo                                                | Indonesia          | 128      | 97           | 225    |
| 5 ottobre 2019    | Juan de la Caridad García Rodríguez                                           | Cuba               | 128      | 97           | 225    |
| 5 ottobre 2019    | Fridolin Ambongo Besungu                                                      | RD del Congo       | 128      | 97           | 225    |
| 5 ottobre 2019    | Jean-Claude Hollerich                                                         | Lussemburgo        | 128      | 97           | 225    |
| 5 ottobre 2019    | Álvaro Leonel Ramazzini Imeri                                                 | Guatemala          | 128      | 97           | 225    |
| 5 ottobre 2019    | Matteo Maria Zuppi                                                            | Italia             | 128      | 97           | 225    |
| 5 ottobre 2019    | Cristóbal López Romero                                                        | Spagna             | 128      | 97           | 225    |
| 5 ottobre 2019    | Michael Czerny                                                                | Rep. Ceca          | 128      | 97           | 225    |
| 5 ottobre 2019    | e 3 non elettori:                                                             | Città del Vaticano | 128      | 97           | 225    |
| 5 ottobre 2019    | Michael Louis Fitzgerald                                                      | Regno Unito        | 128      | 97           | 225    |
| 5 ottobre 2019    | Sigitas Tamkevičius                                                           | Lituania           | 128      | 97           | 225    |
| 5 ottobre 2019    | Eugenio Dal Corso                                                             | Italia             | 128      | 97           | 225    |
| 7 ottobre 2019    | 80º genetliaco del cardinale Laurent Monsengwo Pasinya                        | RD del Congo       | 127      | 98           | 225    |
| 8 ottobre 2019    | Morte del cardinale Serafim Fernandes de Araújo                               | Brasile            | 127      | 97           | 224    |
| 11 ottobre 2019   | 80º genetliaco del cardinale Zenon Grocholewski                               | Polonia            | 126      | 98           | 224    |
| 14 ottobre 2019   | 80º genetliaco del cardinale Edoardo Menichelli                               | Italia             | 125      | 99           | 224    |
| 15 ottobre 2019   | 80º genetliaco del cardinale Telesphore Placidus Toppo                        | India              | 124      | 100          | 224    |
| 30 dicembre 2019  | Morte del cardinale Prosper Grech                                             | Malta              | 124      | 99           | 223    |
| 25 febbraio 2020  | 80º genetliaco del cardinale Béchara Boutros Raï                              | Libano             | 123      | 100          | 223    |
| 17 aprile 2020    | 80º genetliaco del cardinale Agostino Vallini                                 | Italia             | 122      | 101          | 223    |
| 12 maggio 2020    | Morte del cardinale Renato Corti                                              | Italia             | 122      | 100          | 222    |
| 17 luglio 2020    | Morte del cardinale Zenon Grocholewski                                        | Polonia            | 122      | 99           | 221    |
| 2 settembre 2020  | Morte del cardinale Adrianus Johannes Simonis                                 | Paesi Bassi        | 122      | 98           | 220    |
| 5 settembre 2020  | Morte del cardinale Marian Jaworski                                           | Ucraina            | 122      | 97           | 219    |
| 24 settembre 2020 | Dimissioni del cardinale Giovanni Angelo Becciu                               | Italia             | 121      | 98           | 219    |
| 29 settembre 2020 | 80º genetliaco del cardinale Lorenzo Baldisseri                               | Italia             | 120      | 99           | 219    |
| 28 ottobre 2020   | Morte del cardinale Anthony Soter Fernandez                                   | Malaysia           | 120      | 98           | 218    |
| 12 novembre 2020  | 80º genetliaco del cardinale Donald William Wuerl                             | Stati Uniti        | 119      | 99           | 218    |
| 15 novembre 2020  | Morte del cardinale Raúl Eduardo Vela Chiriboga                               | Ecuador            | 119      | 98           | 217    |
| 16 novembre 2020  | Morte del cardinale Henryk Roman Gulbinowicz                                  | Polonia            | 119      | 97           | 216    |
| 28 novembre 2020  | Concistoro per la creazione di 13 cardinali di cui 9 elettori:                | Città del Vaticano | 128      | 101          | 229    |
| 28 novembre 2020  | Mario Grech                                                                   | Malta              | 128      | 101          | 229    |
| 28 novembre 2020  | Marcello Semeraro                                                             | Italia             | 128      | 101          | 229    |
| 28 novembre 2020  | Antoine Kambanda                                                              | Ruanda             | 128      | 101          | 229    |
| 28 novembre 2020  | Wilton Daniel Gregory                                                         | Stati Uniti        | 128      | 101          | 229    |
| 28 novembre 2020  | Jose Fuerte Advincula                                                         | Filippine          | 128      | 101          | 229    |
| 28 novembre 2020  | Celestino Aós Braco                                                           | Cile               | 128      | 101          | 229    |
| 28 novembre 2020  | Cornelius Sim                                                                 | Brunei             | 128      | 101          | 229    |
| 28 novembre 2020  | Augusto Paolo Lojudice                                                        | Italia             | 128      | 101          | 229    |
| 28 novembre 2020  | Mauro Gambetti                                                                | Italia             | 128      | 101          | 229    |
| 28 novembre 2020  | e 4 non elettori:                                                             | Città del Vaticano | 128      | 101          | 229    |
| 28 novembre 2020  | Felipe Arizmendi Esquivel                                                     | Messico            | 128      | 101          | 229    |
| 28 novembre 2020  | Silvano Maria Tomasi                                                          | Italia             | 128      | 101          | 229    |
| 28 novembre 2020  | Raniero Cantalamessa                                                          | Italia             | 128      | 101          | 229    |
| 28 novembre 2020  | Enrico Feroci                                                                 | Italia             | 128      | 101          | 229    |
| 7 gennaio 2021    | Morte del cardinale Henri Schwery                                             | Svizzera           | 128      | 100          | 228    |
| 13 gennaio 2021   | Morte del cardinale Eusébio Oscar Scheid                                      | Brasile            | 128      | 99           | 227    |
| 27 febbraio 2021  | 80º genetliaco del cardinale Gabriel Zubeir Wako                              | Sudan              | 127      | 100          | 227    |
| 8 marzo 2021      | 80º genetliaco del cardinale Wilfrid Fox Napier                               | Sudafrica          | 126      | 101          | 227    |
| 3 aprile 2021     | Morte del cardinale Christian Wiyghan Tumi                                    | Camerun            | 126      | 100          | 226    |
| 10 aprile 2021    | Morte del cardinale Edward Idris Cassidy                                      | Australia          | 126      | 99           | 225    |
| 17 aprile 2021    | Morte del cardinale Sebastian Koto Khoarai                                    | Lesotho            | 126      | 98           | 224    |
| 27 aprile 2021    | Morte del cardinale Nicholas Cheong Jin-suk                                   | Corea del Sud      | 126      | 97           | 223    |
| 29 maggio 2021    | Morte del cardinale Cornelius Sim                                             | Brunei             | 125      | 97           | 222    |
| 8 giugno 2021     | 80º genetliaco del cardinale George Pell                                      | Australia          | 124      | 98           | 222    |
| 11 luglio 2021    | Morte del cardinale Laurent Monsengwo Pasinya                                 | RD del Congo       | 124      | 97           | 221    |
| 19 luglio 2021    | 80º genetliaco del cardinale Maurice Piat                                     | Mauritius          | 123      | 98           | 221    |
| 29 luglio 2021    | Morte del cardinale Albert Vanhoye                                            | Francia            | 123      | 97           | 220    |
| 10 agosto 2021    | Morte del cardinale Eduardo Martínez Somalo                                   | Spagna             | 123      | 96           | 219    |
| 18 agosto 2021    | 80º genetliaco del cardinale Beniamino Stella                                 | Italia             | 122      | 97           | 219    |
| 23 settembre 2021 | Morte del cardinale Jorge Liberato Urosa Savino                               | Venezuela          | 121      | 97           | 218    |
| 26 settembre 2021 | Morte del cardinale José Freire Falcão                                        | Brasile            | 121      | 96           | 217    |
| 29 settembre 2021 | Morte del cardinale Alexandre José Maria dos Santos                           | Mozambico          | 121      | 95           | 216    |
| 3 ottobre 2021    | Morte del cardinale Jorge Arturo Medina Estévez                               | Cile               | 121      | 94           | 215    |
| 7 novembre 2021   | 80º genetliaco del cardinale Angelo Scola                                     | Italia             | 120      | 95           | 215    |
| 5 gennaio 2022    | Morte del cardinale Francisco Álvarez Martínez                                | Spagna             | 120      | 94           | 214    |
| 7 gennaio 2022    | 80º genetliaco del cardinale Ricardo Ezzati Andrello                          | Cile               | 119      | 95           | 214    |
| 16 febbraio 2022  | Morte del cardinale Luigi De Magistris                                        | Italia             | 119      | 94           | 213    |
| 5 marzo 2022      | Morte del cardinale Agostino Cacciavillan                                     | Italia             | 119      | 93           | 212    |
| 28 marzo 2022     | Morte del cardinale Antonios Naguib                                           | Egitto             | 119      | 92           | 211    |
| 7 aprile 2022     | 80º genetliaco del cardinale Gualtiero Bassetti                               | Italia             | 118      | 93           | 211    |
| 13 aprile 2022    | 80º genetliaco del cardinale Ricardo Blázquez Pérez                           | Spagna             | 117      | 94           | 211    |
| 20 aprile 2022    | Morte del cardinale Javier Lozano Barragán                                    | Messico            | 117      | 93           | 210    |
| 27 aprile 2022    | Morte del cardinale Carlos Amigo Vallejo                                      | Spagna             | 117      | 92           | 209    |
| 27 maggio 2022    | Morte del cardinale Angelo Sodano                                             | Italia             | 117      | 91           | 208    |
| 6 giugno 2022     | 80º genetliaco del cardinale Norberto Rivera Carrera                          | Messico            | 116      | 92           | 208    |
| 4 luglio 2022     | Morte del cardinale Cláudio Hummes                                            | Brasile            | 116      | 91           | 207    |
| 8 agosto 2022     | Morte del cardinale Jozef Tomko                                               | Slovacchia         | 116      | 90           | 206    |
| 27 agosto 2022    | Concistoro per la creazione di 20 cardinali di cui 16 elettori:               | Città del Vaticano | 132      | 94           | 226    |
| 27 agosto 2022    | Arthur Roche                                                                  | Regno Unito        | 132      | 94           | 226    |
| 27 agosto 2022    | Lazarus You Heung-sik                                                         | Corea del Sud      | 132      | 94           | 226    |
| 27 agosto 2022    | Fernando Vérgez Alzaga                                                        | Spagna             | 132      | 94           | 226    |
| 27 agosto 2022    | Jean-Marc Aveline                                                             | Francia            | 132      | 94           | 226    |
| 27 agosto 2022    | Peter Ebere Okpaleke                                                          | Nigeria            | 132      | 94           | 226    |
| 27 agosto 2022    | Leonardo Ulrich Steiner                                                       | Brasile            | 132      | 94           | 226    |
| 27 agosto 2022    | Filipe Neri Ferrão                                                            | India              | 132      | 94           | 226    |
| 27 agosto 2022    | Robert Walter McElroy                                                         | Stati Uniti        | 132      | 94           | 226    |
| 27 agosto 2022    | Virgílio do Carmo da Silva                                                    | Timor Est          | 132      | 94           | 226    |
| 27 agosto 2022    | Oscar Cantoni                                                                 | Italia             | 132      | 94           | 226    |
| 27 agosto 2022    | Anthony Poola                                                                 | India              | 132      | 94           | 226    |
| 27 agosto 2022    | Paulo Cezar Costa                                                             | Brasile            | 132      | 94           | 226    |
| 27 agosto 2022    | Richard Kuuia Baawobr                                                         | Ghana              | 132      | 94           | 226    |
| 27 agosto 2022    | William Goh Seng Chye                                                         | Singapore          | 132      | 94           | 226    |
| 27 agosto 2022    | Adalberto Martínez Flores                                                     | Paraguay           | 132      | 94           | 226    |
| 27 agosto 2022    | Giorgio Marengo                                                               | Italia             | 132      | 94           | 226    |
| 27 agosto 2022    | e 4 non elettori:                                                             | Città del Vaticano | 132      | 94           | 226    |
| 27 agosto 2022    | Jorge Enrique Jiménez Carvajal                                                | Colombia           | 132      | 94           | 226    |
| 27 agosto 2022    | Arrigo Miglio                                                                 | Italia             | 132      | 94           | 226    |
| 27 agosto 2022    | Gianfranco Ghirlanda                                                          | Italia             | 132      | 94           | 226    |
| 27 agosto 2022    | Fortunato Frezza                                                              | Italia             | 132      | 94           | 226    |
| 3 settembre 2022  | 80º genetliaco del cardinale Gregorio Rosa Chávez                             | El Salvador        | 131      | 95           | 226    |
| 22 settembre 2022 | 80º genetliaco del cardinale Rubén Salazar Gómez                              | Colombia           | 130      | 96           | 226    |
| 1º ottobre 2022   | 80º genetliaco del cardinale Giuseppe Bertello                                | Italia             | 129      | 97           | 226    |
| 18 ottobre 2022   | 80º genetliaco del cardinale Gianfranco Ravasi                                | Italia             | 128      | 98           | 226    |
| 7 novembre 2022   | 80º genetliaco del cardinale André Vingt-Trois                                | Francia            | 127      | 99           | 226    |
| 27 novembre 2022  | Morte del cardinale Richard Kuuia Baawobr                                     | Ghana              | 126      | 99           | 225    |
| 17 dicembre 2022  | Morte del cardinale Severino Poletto                                          | Italia             | 126      | 98           | 224    |
| 29 dicembre 2022  | 80º genetliaco del cardinale Óscar Rodríguez Maradiaga                        | Honduras           | 125      | 99           | 224    |
| 10 gennaio 2023   | Morte del cardinale George Pell                                               | Australia          | 125      | 98           | 223    |
| 14 gennaio 2023   | 80º genetliaco del cardinale Angelo Bagnasco                                  | Italia             | 124      | 99           | 223    |
| 3 febbraio 2023   | 80º genetliaco del cardinale Domenico Calcagno                                | Italia             | 123      | 100          | 223    |
| 26 marzo 2023     | Morte del cardinale Karl-Joseph Rauber                                        | Germania           | 123      | 99           | 222    |
| 26 aprile 2023    | 80º genetliaco del cardinale Dominik Duka                                     | Rep. Ceca          | 122      | 100          | 222    |
| 2 giugno 2023     | 80º genetliaco del cardinale Crescenzio Sepe                                  | Italia             | 121      | 101          | 222    |
| 30 luglio 2023    | 80º genetliaco del cardinale Giuseppe Versaldi                                | Italia             | 120      | 102          | 222    |
| 26 agosto 2023    | Morte del cardinale Geraldo Majella Agnelo                                    | Brasile            | 120      | 101          | 221    |
| 17 settembre 2023 | 80º genetliaco del cardinale Angelo Comastri                                  | Italia             | 119      | 102          | 221    |
| 30 settembre 2023 | Concistoro per la creazione di 21 cardinali di cui 18 elettori:               | Città del Vaticano | 137      | 105          | 242    |
| 30 settembre 2023 | Robert Francis Prevost (futuro papa Leone XIV)                                | Stati Uniti        | 137      | 105          | 242    |
| 30 settembre 2023 | Claudio Gugerotti                                                             | Italia             | 137      | 105          | 242    |
| 30 settembre 2023 | Víctor Manuel Fernández                                                       | Argentina          | 137      | 105          | 242    |
| 30 settembre 2023 | Emil Paul Tscherrig                                                           | Svizzera           | 137      | 105          | 242    |
| 30 settembre 2023 | Christophe Pierre                                                             | Francia            | 137      | 105          | 242    |
| 30 settembre 2023 | Pierbattista Pizzaballa                                                       | Italia             | 137      | 105          | 242    |
| 30 settembre 2023 | Stephen Brislin                                                               | Sudafrica          | 137      | 105          | 242    |
| 30 settembre 2023 | Ángel Sixto Rossi                                                             | Argentina          | 137      | 105          | 242    |
| 30 settembre 2023 | Luis José Rueda Aparicio                                                      | Colombia           | 137      | 105          | 242    |
| 30 settembre 2023 | Grzegorz Ryś                                                                  | Polonia            | 137      | 105          | 242    |
| 30 settembre 2023 | Stephen Ameyu Martin Mulla                                                    | Sudan del Sud      | 137      | 105          | 242    |
| 30 settembre 2023 | José Cobo Cano                                                                | Spagna             | 137      | 105          | 242    |
| 30 settembre 2023 | Protase Rugambwa                                                              | Tanzania           | 137      | 105          | 242    |
| 30 settembre 2023 | Sebastian Francis                                                             | Malaysia           | 137      | 105          | 242    |
| 30 settembre 2023 | Stephen Chow Sau-yan                                                          | Cina               | 137      | 105          | 242    |
| 30 settembre 2023 | François-Xavier Bustillo                                                      | Francia            | 137      | 105          | 242    |
| 30 settembre 2023 | Américo Manuel Alves Aguiar                                                   | Portogallo         | 137      | 105          | 242    |
| 30 settembre 2023 | Ángel Fernández Artime                                                        | Spagna             | 137      | 105          | 242    |
| 30 settembre 2023 | e 3 non elettori:                                                             | Città del Vaticano | 137      | 105          | 242    |
| 30 settembre 2023 | Agostino Marchetto                                                            | Italia             | 137      | 105          | 242    |
| 30 settembre 2023 | Diego Rafael Padrón Sánchez                                                   | Venezuela          | 137      | 105          | 242    |
| 30 settembre 2023 | Luis Pascual Dri                                                              | Argentina          | 137      | 105          | 242    |
| 1º ottobre 2023   | 80º genetliaco del cardinale Patrick D'Rozario                                | Bangladesh         | 136      | 106          | 242    |
| 4 ottobre 2023    | Morte del cardinale Telesphore Placidus Toppo                                 | India              | 136      | 105          | 241    |
| 18 novembre 2023  | 80º genetliaco del cardinale Leonardo Sandri                                  | Argentina          | 135      | 106          | 241    |
| 5 dicembre 2023   | 80º genetliaco del cardinale Andrew Yeom Soo-jung                             | Corea del Sud      | 134      | 107          | 241    |
| 22 dicembre 2023  | Morte del cardinale Thomas Stafford Williams                                  | Nuova Zelanda      | 134      | 106          | 240    |
| 27 dicembre 2023  | 80º genetliaco del cardinale Jean Zerbo                                       | Mali               | 133      | 107          | 240    |
| 28 dicembre 2023  | 80º genetliaco del cardinale Juan Luis Cipriani Thorne                        | Perù               | 132      | 108          | 240    |
| 16 gennaio 2024   | Morte del cardinale Sergio Sebastiani                                         | Italia             | 132      | 107          | 239    |
| 29 gennaio 2024   | 80º genetliaco del cardinale John Olorunfemi Onaiyekan                        | Nigeria            | 131      | 108          | 239    |
| 12 febbraio 2024  | 80º genetliaco del cardinale Pedro Ricardo Barreto Jimeno                     | Perù               | 130      | 109          | 239    |
| 24 febbraio 2024  | 80º genetliaco del cardinale José Luis Lacunza Maestrojuán                    | Panama             | 129      | 110          | 239    |
| 15 marzo 2024     | Morte del cardinale Paul Josef Cordes                                         | Germania           | 129      | 109          | 238    |
| 8 aprile 2024     | 80º genetliaco del cardinale Louis-Marie Ling Mangkhanekhoun                  | Laos               | 128      | 110          | 238    |
| 15 aprile 2024    | Morte del cardinale Pedro Rubiano Sáenz                                       | Colombia           | 128      | 109          | 237    |
| 19 aprile 2024    | 80º genetliaco del cardinale Luis Francisco Ladaria Ferrer                    | Spagna             | 127      | 110          | 237    |
| 30 maggio 2024    | Morte del cardinale Kelvin Edward Felix                                       | Dominica           | 127      | 109          | 236    |
| 8 giugno 2024     | 80º genetliaco del cardinale Marc Ouellet                                     | Canada             | 126      | 110          | 236    |
| 29 giugno 2024    | 80º genetliaco del cardinale Sean Patrick O'Malley                            | Stati Uniti        | 125      | 111          | 236    |
| 5 agosto 2024     | 80º genetliaco del cardinale Polycarp Pengo                                   | Tanzania           | 124      | 112          | 236    |
| 15 settembre 2024 | 80º genetliaco del cardinale Mauro Piacenza                                   | Italia             | 123      | 113          | 236    |
| 26 settembre 2024 | 80º genetliaco del cardinale Jean-Pierre Ricard                               | Francia            | 122      | 114          | 236    |
| 28 settembre 2024 | Morte del cardinale Alexandre do Nascimento                                   | Angola             | 122      | 113          | 235    |
| 10 ottobre 2024   | 80º genetliaco del cardinale Baltazar Enrique Porras Cardozo                  | Venezuela          | 121      | 114          | 235    |
| 20 ottobre 2024   | Morte del cardinale Eugenio Dal Corso                                         | Italia             | 121      | 113          | 234    |
| 28 ottobre 2024   | Morte del cardinale Renato Raffaele Martino                                   | Italia             | 121      | 112          | 233    |
| 25 novembre 2024  | Morte del cardinale Miguel Ángel Ayuso Guixot                                 | Spagna             | 120      | 112          | 232    |
| 7 dicembre 2024   | Concistoro per la creazione di 21 cardinali di cui 20 elettori:               | Città del Vaticano | 140      | 113          | 253    |
| 7 dicembre 2024   | Carlos Castillo Mattasoglio                                                   | Perù               | 140      | 113          | 253    |
| 7 dicembre 2024   | Vicente Bokalic Iglic                                                         | Argentina          | 140      | 113          | 253    |
| 7 dicembre 2024   | Luis Gerardo Cabrera Herrera                                                  | Ecuador            | 140      | 113          | 253    |
| 7 dicembre 2024   | Fernando Natalio Chomalí Garib                                                | Cile               | 140      | 113          | 253    |
| 7 dicembre 2024   | Tarcisius Isao Kikuchi                                                        | Giappone           | 140      | 113          | 253    |
| 7 dicembre 2024   | Pablo Virgilio Siongco David                                                  | Filippine          | 140      | 113          | 253    |
| 7 dicembre 2024   | Ladislav Német                                                                | Serbia             | 140      | 113          | 253    |
| 7 dicembre 2024   | Jaime Spengler                                                                | Brasile            | 140      | 113          | 253    |
| 7 dicembre 2024   | Ignace Bessi Dogbo                                                            | Costa d'Avorio     | 140      | 113          | 253    |
| 7 dicembre 2024   | Jean-Paul Vesco                                                               | Francia            | 140      | 113          | 253    |
| 7 dicembre 2024   | Dominique Joseph Mathieu                                                      | Belgio             | 140      | 113          | 253    |
| 7 dicembre 2024   | Roberto Repole                                                                | Italia             | 140      | 113          | 253    |
| 7 dicembre 2024   | Baldassare Reina                                                              | Italia             | 140      | 113          | 253    |
| 7 dicembre 2024   | Francis Leo                                                                   | Canada             | 140      | 113          | 253    |
| 7 dicembre 2024   | Rolandas Makrickas                                                            | Lituania           | 140      | 113          | 253    |
| 7 dicembre 2024   | Mykola Byčok                                                                  | Ucraina            | 140      | 113          | 253    |
| 7 dicembre 2024   | Timothy Radcliffe                                                             | Regno Unito        | 140      | 113          | 253    |
| 7 dicembre 2024   | Fabio Baggio                                                                  | Italia             | 140      | 113          | 253    |
| 7 dicembre 2024   | George Jacob Koovakad                                                         | India              | 140      | 113          | 253    |
| 7 dicembre 2024   | Domenico Battaglia                                                            | Italia             | 140      | 113          | 253    |
| 7 dicembre 2024   | e 1 non elettore:                                                             | Città del Vaticano | 140      | 113          | 253    |
| 7 dicembre 2024   | Angelo Acerbi                                                                 | Italia             | 140      | 113          | 253    |
| 24 dicembre 2024  | 80º genetliaco del cardinale Oswald Gracias                                   | India              | 139      | 114          | 253    |
| 31 dicembre 2024  | Morte del cardinale Angelo Amato                                              | Italia             | 139      | 113          | 252    |
| 22 gennaio 2025   | 80º genetliaco del cardinale Christoph Schönborn                              | Austria            | 138      | 114          | 252    |
| 1º marzo 2025     | 80º genetliaco del cardinale Fernando Vérgez Alzaga                           | Spagna             | 137      | 115          | 252    |
| 6 aprile 2025     | 80º genetliaco del cardinale Celestino Aós Braco                              | Cile               | 136      | 116          | 252    |
| 19 aprile 2025    | 80º genetliaco del cardinale George Alencherry                                | India              | 135      | 117          | 252    |
| 21 aprile 2025    | Morte di papa Francesco                                                       | Città del Vaticano | 135      | 117          | 252    |
| 7 maggio 2025     | Apertura del conclave                                                         | Città del Vaticano | 135      | 117          | 252    |
| 8 maggio 2025     | Elezione papale del cardinale Robert Francis Prevost con il nome di Leone XIV | Città del Vaticano | 134      | 117          | 251    |